# Stephanopis badia
Stephanopis badia là một loài nhện trong họ Thomisidae.
Loài này thuộc chi Stephanopis. Stephanopis badia được Eugen von Keyserling miêu tả năm 1880.